# Вспомогательные корабли типа «Осте»
Вспомогательные корабли типа «Осте» — корабли ВМС Германии, состоящие на службе с 1988 года и предназначенные для разведывательных операций. Пришли на замену кораблям типа 422 с той же нумерацией.

## Назначение
Корабли класса «423 Осте» применяются для связи, разведывательных операций и как весьма эффективное средство раннего предупреждения. Могут использоваться как автономно, так и в контакте с другими подразделениями и ведомствами немецких и международных вооруженных сил. Корабли класса «423 Осте» оснащены современными электромагнитными, гидроакустическими и оптико-электронными приборами слежения, что позволяет с большим успехом использовать их для сбора разведывательной информации в районах конфликтов.
Во время выполнения специальных операций, в дополнение к экипажу, на борт могут приниматься гражданские лица в сфере телекоммуникаций и специалисты электронной разведки.

## Список кораблей
| Номер вымпела | Имя    | Позывной | Введён в строй |
| ------------- | ------ | -------- | -------------- |
| A52           | Oste   | DRHH     | 30 июля 1988   |
| A53           | Oker   | DRHG     | 10 ноября 1988 |
| A50           | Alster | DRHF     | 5 октября 1989 |

## Фотографии

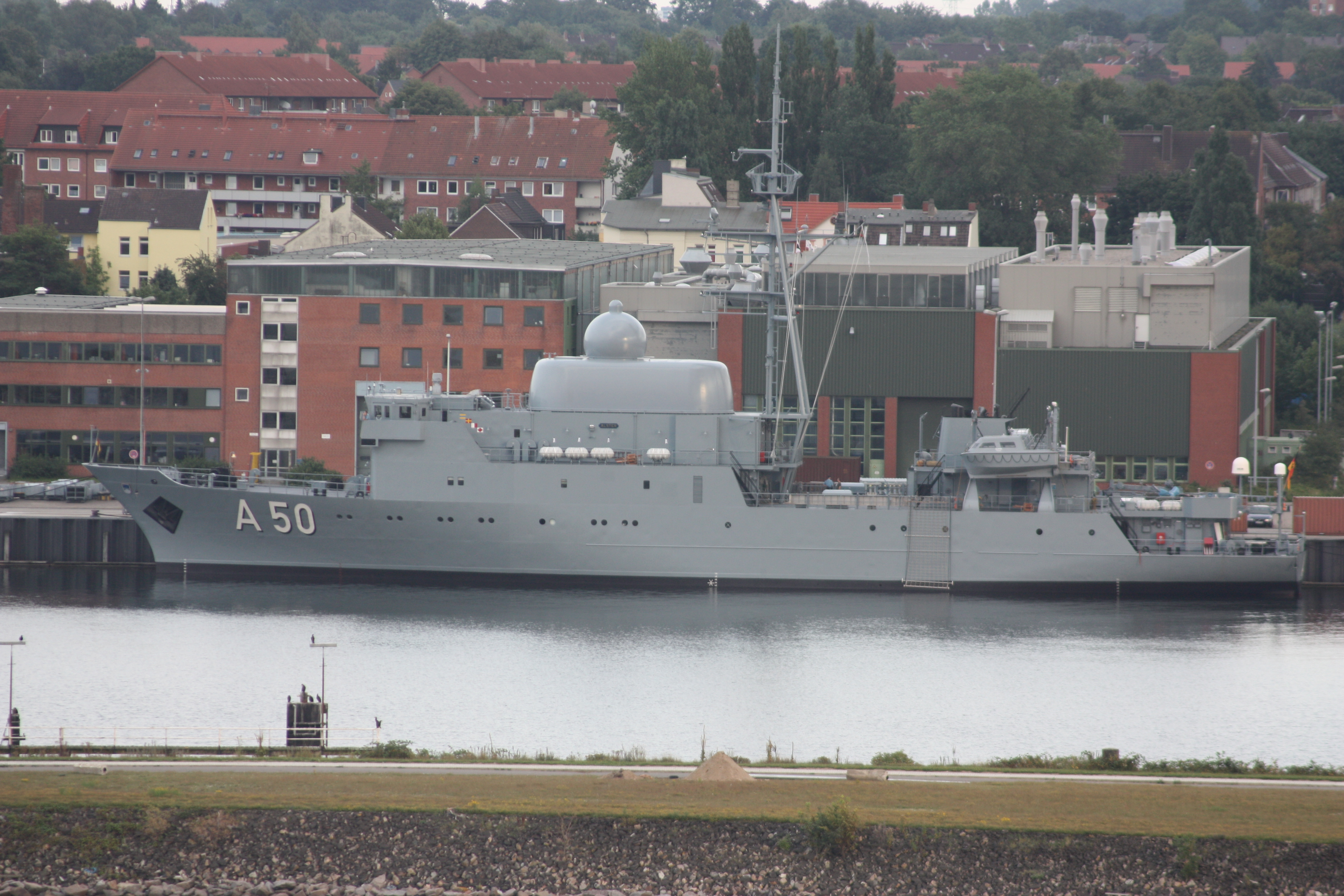
A50 Alster
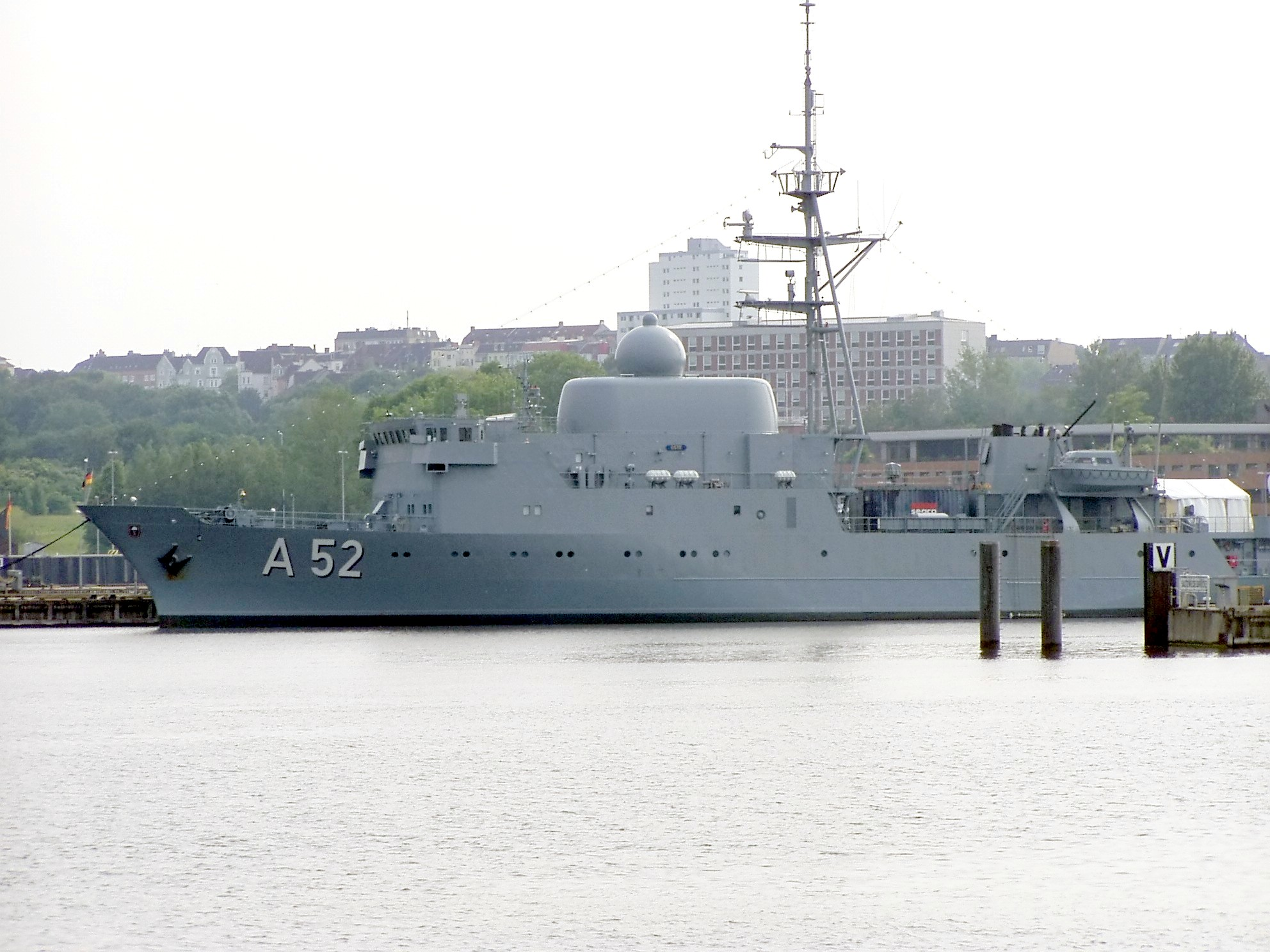
A52 Oste
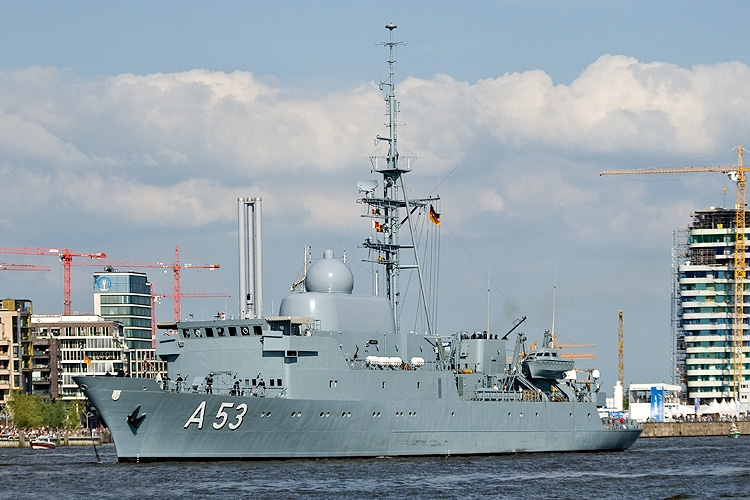
A53 Oker